# Савез немачких девојака
Савез немачких девојака био је женски огранак омладинског покрета Нацистичке партије, Хитлерове омладине.
У почетку се састојао из две секције: Савеза девојчица, за девојке од 10 до 14 година, и Савеза у ужем смислу, за девојке од 14 до 18. Године 1938. уведена је и трећа секција, Верност и лепота, која је била добровољна и отворена за девојке од 17 до 21.
Од 1936. законски је регулисано обавезно чланство свих девојака, под условом да нису биле дисквалификоване из „расистичких разлога“. У своје време Савез је био највећа женска омладинска организација на свету. Године 1944. имао је 4,5 милиона чланова.
Предајом нацистичке Немачке 1945, организација је де факто престала да постоји. Заједно са осталим организацијама Нацистичке партије забрањена је одлуком Савезничког контролног већа од 10. октобра 1945. Према члану 86 немачког Кривичног законика, Хитлерова омладина је неуставна организација, а дистрибуција или јавна употреба њених симбола, осим за образовне и истраживачке потребе, нису дозвољени.

## Настанак и развој

### Почеци у Вајмарској републици
Још 1923. године настала су у оквиру Националсоцијалистичке партије прва „девојачка друштва“ (Mädchenschaften), позната и као „Сестринства Хитлерове омладине“ (Schwesternschaften der Hitler-Jugend). Међутим, ове групе су имале мало чланова. Тек јуна 1930. спојене су у Савез немачких девојака. До 1931. организација је нарасла на 1.711 чланова, а поменуте године је на челу са Елизабетом Грајф-Валден, руководиоцем савеза (Bundesführerin) интегрисана у Хитлерову омладину.
Оснивање првих месних група (Ortsgruppen) Савеза немачких девојака - Савеза ученица Националсоцијалистичке партије (Nationalsozialistischen Schülerinnenbundes) и Група девојчица Удружења жена Националсоцијалистичке партије (Jungmädchengruppen der NS-Frauenschaft) - пада у 1930/31. Месна група за Берлин основана је фебруара 1930, а група за Данциг јула 1931. У децембру 1930. основана је месна група Ахерн бадског Савеза ученица Националсоцијалистичке партије, али је у почетку била забрањена.

### Подстицан пораст чланова од 1933.
Недуго пошто је изабран за државног руководиоца омладине (Reichsjugendführer) 17. јуна 1933, Балдур фон Ширах издао је уредбе, којима су распуштени или забрањени до тада постојећи, конкурентски омладински савези. Присилном интеграцијом ових омладинских група - уколико се нису саме распустиле да избегну нацистичку конфискацију - Хитлерова омладина и Савез немачких девојака доживеле су велики пораст чланова. Ове активности су биле део програма уједначавања (Gleichschaltung), који је почео 1933. Конкордат који је нацистичка Немачка потписала с Католичком црквом 20. јула 1933. дозвољавао је известан простор раду Католичке омладине. Још неуједначене омладинске групе биле су често изложене узнемиравањима. Нацисти су хтели да их присилно интегришу у националсоцијалистичке омладинске савезе. Законом о Хитлеровој омладини од 1. децембра 1936. сви омладинци у Немачкој који испуњавају услове били су обавезани да ступе у чланство Хитлерове омладине или Савеза немачких девојака. Морали су да буду чисти Немци, грађани Немачке и да не болују од наследних болести. Девојке су морале да имају 10 година да би ступиле у Савез.

## Активности и свакодневица
Слично као код дечака тежиште активности у Савезу немачких девојака лежало је на излетима, пешачењима и маршевима с руксацима у природу, често праћеним логорском ватром, кувањем и заједничким певањем. У летњој половини године било је уобичајено гледање пуног месеца и ноћење у пластима сена. Стандардни програм обухватао је извођење бајки и позоришних представа, понекад с луткама и марионетама, народне игре и свирање фруле, различите спортове, често у виду групне игре. За разлику од мушких организација Хитлерове омладине, осим „Службе за здравље девојака“ (Gesundheitsmädeldienst) и „пољске службе“ (Landdienst), која је иначе предвиђена за оба пола, није било специјалног одељења Савеза немачких девојака. Приступ специјалним формацијама Хитлерове омладине, као што су Моторизована (Motor-HJ), Јахачка (Reiter-HJ), Летећа Хитлерова омладина (Flieger-HJ), био је затворен девојчицама, јер су овде примани само дечаци тј. мушкарци.
Док се код дечака подстицала снага, истрајност и издржљивост, требало је да девојчице пре свега гимнастичком обуком развију лепоту: „Атлетски напор обично је замењивала ритмичка гимнастика. Ова врста вежбе стављала је акценат на хармонију и осећај мировања у сопственом физичком телу, као и колективног тела групе. Стога су девојке изводиле органску ’народну заједницу’ (Volksgemeinschaft). У исто време ток гимнастичких покрета био је тесно повезан са женском анатомијом и будућом улогом жене као мајке.“
У зимској половини године у домовима Савеза обично су организоване вечери ручног рада. Један савременик сећа се тога на следећи начин:
Домске вечери, које су организоване у мрачним и прљавим подрумима, биле су ужасно сиромашне садржајем. Време је убијано сакупљањем прилога, вођењем безбројних спискова и бубањем напамет текстова песама преко чијег језичког сиромаштва, упркос поштеном труду, нисам могла прећи. Дебате о политичким списима делимично изабраним из „Моје борбе“ завршавале су се брзо у општој тишини. У бољем памћењу су ми остали викенд путовања са шетњама, спортом и логоровањем и ноћењем у омладинским хостелима. Повремено смо се играли на отвореном са суседним групама. Ако је међу њима постојало супарништво, игра се понекад претварала у праве туче. Какав призор би могле пружати девојке које се туку око једне заставице некоме са стране, боље да не замишљам.
Униформа чланова Савеза састојала се из тамноплаве сукње, беле блузе и црне вратне мараме са кожним чвором. Избор доколенице и фрузуре био је препуштен слободи појединца. Од накита смели су се носити само прстен и ручни сат. У вези с одевањем омладине важили су Хитлерови стандарди:
За време распуста Хитлерова омладина и Савез немачких девојака организовали су путовања у зимске скијашке и летње шаторске кампове, која су захваљујући грантовима била омогућена и деци из социјално угрожених породица. Девојке су се припремале да служе народу и породици у оквиру програма године службе (Dienstjahr), који је предвиђао пружање помоћи у кућним и пољопривредним пословима (тзв. Landfrauenjahr, у буквалном преводу „година сељанке“). У почетку је био на добровољној основи, а 1938. је постао обавезан. Током те службе девојке су живеле и радиле у домаћинствима односно на сеоским газдинствима. Кампови за обуку девојака и дечака за пољопривредне послове често су били једни поред других. То је за последицу имало нагло распламсавање сексуалних контаката, нарочито 1936. Само у случају 900 чланова Савеза, који су се вратили с обележавања дана државне партије (Reichsparteitag) у Нирнбергу, односно годишњице Националсоцијалистичке партије, утврђено је после да су у другом стању.
Шлезија, Померанија и Источна Пруска били су региони у којима се нарочито осећала потреба за пружањем помоћи у пољопривредним пословима. Због тога је програм пољске службе после 1936. проширен. У центрима за обуку и усавршавање нису више вршене припреме само за унутрашњу колонизацију руралних крајева, него и за колонизацију источних крајева који нису насељени Немцима, а које је „господарећи народ“ (Herrenvolk) према ратним плановима стварања „животног простора“ (Lebensraum) требало да освоји.

## Рат и распуштање
Од избијања Другог светског рата септембра 1939. чланови Савеза немачких девојака били су укључени у ратни напор као помоћно особље у болницама (Lazaretthelferinnen), противваздухопловној одбрани (Luftschutzhelferinnen) и пољопривреди (Landhelferinnen) и на разне друге начине изван војне службе.
После инвазије на Пољску чланови Савеза немачких девојака добили су нове задатке у Вартеланду (Wartheland), анектираној области (Reichsgau) у западној Пољској. Било у оквиру програма „обавезне године“ било добровољно оне су после прогона око милион Пољака помагале око 350.000 „фолксдојчерских“ сељака, који су се тамо доселили из других крајева Пољске, у вођењу домаћинства, у вези с немачким језиком, као и у образовању деце: „Ради подршке при националсоцијалистичкој ресоцијализацији 19.000 чланова Савеза немачких девојака и њихови млади руководиоци су постепено су довођене из Рајха у ’Вартеланд’ и концентрисане у 160 специјалних логора. Њихов рад је трајао четири до шест седмица, а вршиле су га у групама до 15 девојака. Свака група је водила бригу о четири или пет села, радећи тамо више пута са Заштитним одредима, који су мало пре тога прогнали пољско становништво.“
Сусрет са пољским Немцима често је деловао отрежњујуће за девојке, које су биле суочене са распрострањеном неписменошћу, неадекватном хигијеном и зависношћу од алкохола.
Даље области рада припадника Савеза немачких девојака током рата је биле су пружање прве помоћи за рањене у болницама и лазаретима, збрињавање долазећих избеглица на железничким станицама и помагање лица која су услед бомбардовања постали бескућници. Око 3.000 девојака је одвучено из Савеза немачких девојака у пратњу СС (SS-Gefolge). Неке од њих су постале матроне.
Будући да су биле просторно одвојене од својих породица и живеле и радиле заједно, као нпр. војници Вермахта, девојкама из Савеза немачких девојака пружале су се током свог рада пружале бројне могућности за сексуалне везе. Због попуштања сексуалног морала у ратним условима Савез немачких девојака је изашао на лош глас: „У обичном говору скраћеница БДМ је на крају тумачена као Bund Deutscher Matratzen (Савез немачких матраца) или Bubi Drück Mich (Дечко, притисни ме)“.
Као подсекција Хитлерове омладине организација Савез немачких девојака је после рата 1945. уредбом бр. 2 савезничког Контролног већа забрањена и распуштена, а њена имовина је заплењена.

## Извори и литература
Извори
- Gisela Miller-Kipp (ed): „Auch Du gehörst dem Führer.“ Die Geschichte des Bundes Deutscher Mädel (BDM) in Quellen und Dokumenten. 2001. ISBN 978-3-7799-1131-9.. Juventa-Verlag, Weinheim u. a.  (Materialien zur historischen Jugendforschung.)
- Dienstvorschrift der Hitlerjugend: Der Jungmädeldienst. Reichsjugendführung, Berlin 1940, (archive.org).
- Gerhard Honekamp. „„Straff, aber nicht stramm – herb, aber nicht derb“ – „Erziehung zur deutschen Frau“ durch den Bund Deutscher Mädel”. Недостаје или је празан параметар |title= (помоћ). In: Geschichte lernen 24/1991 (Themenheft Kindheit und Jugend im Nationalsozialismus), S. 44–47 (Quellensammlung für den Unterricht).

Литература
- Birgit Jürgens: Zur Geschichte des BDM (Bund Deutscher Mädel) von 1923 bis 1939. 1996. ISBN 978-3-631-30602-4.. 2. unveränderte Auflage. Lang, Frankfurt am Main u. a.  (Europäische Hochschulschriften Reihe 3: Geschichte und ihre Hilfswissenschaften 593), (Zugleich: Rostock, University, Diss, 1993).
- Michael H. Kater: Hitler-Jugend. 2005. ISBN 978-3-89678-252-6.. Aus dem Englischen von Jürgen Peter Krause. Primus-Verlag, Darmstadt. .
- Gabriele Kinz: Der Bund Deutscher Mädel. Ein Beitrag zur außerschulischen Mädchenerziehung im Nationalsozialismus. 1990. ISBN 978-3-631-42549-7.. Lang, Frankfurt am Main u. a.  (Europäische Hochschulschriften. Reihe 11: Pädagogik 421), (Zugleich: Bielefeld, University, Diss, 1989).
- Martin Klaus: Mädchen im Dritten Reich. Der Bund Deutscher Mädel. 1998. ISBN 978-3-89438-152-3.. 3. aktualisierte Auflage. PapyRossa-Verlag, Köln.  (Neue kleine Bibliothek 55).
- Arno Klönne: Jugend im Dritten Reich. Die Hitler-Jugend und ihre Gegner. Dokumente und Analysen. 1982. ISBN 978-3-424-00723-7.. Diederichs, Düsseldorf u. a. 1982. .
- Gisela Miller-Kipp: „Der Führer braucht mich“. Der Bund Deutscher Mädel (BDM). Lebenserinnerungen und Erinnerungsdiskurs. 2007. ISBN 978-3-7799-1135-7.. Juventa Verlag, Weinheim u. a.  (Materialien zur Historischen Jugendforschung).
- Dagmar Reese (ed): Die BDM-Generation. Weibliche Jugendliche in Deutschland und Österreich im Nationalsozialismus. Berlin. 2007. ISBN 978-3-86650-530-8.. Verlag für Berlin-Brandenburg. , (Potsdamer Studien 19).
- Dagmar Reese (1996). „Mädchen im Bund Deutscher Mädel”.  Ур.: Elke Kleinau, Claudia Opitz. ISBN 978-3-593-35413-2. Недостаје или је празан параметар |title= (помоћ): Geschichte der Mädchen- und Frauenbildung. Band 2: Vom Vormärz bis zur Gegenwart. Campus-Verlag, Frankfurt am Main u. a. .
- Dagmar Reese: Straff, aber nicht stramm – herb, aber nicht derb. Zur Vergesellschaftung von Mädchen durch den Bund Deutscher Mädel im sozialkulturellen Vergleich zweier Milieus. 1989. ISBN 978-3-407-58310-9.. Beltz, Weinheim u. a.  (Ergebnisse der Frauenforschung 18), (Zugleich: Berlin, Freie University, Diss, 1987).
- : Dagmar Reese (2009). „Warum Mädchen nicht nur gewandert sind. Der "Bund Deutscher Mädel"”. Geschichte in Wissenschaft und Unterricht: 268−281., Jg. 60, 2009, 268−281.
- Susanne Wiborg: Claras Untergang. In: Die Zeit, Nr. 17/2005.

J